# Тельченский район
Тельченский район — административно-территориальная единица в составе Курской и Орловской областей РСФСР, существовавшая в 1935—1956 годах. Административный центр — Тельчье.
Тельченский район был образован в составе Курской области в 1935 году.
27 сентября 1937 года Тельченский район был передан в Орловскую область.
15 марта 1956 года Тельченский район был упразднён, а его территория передана в Мценский район.